# Battlefield Hardline
Battlefield Hardline là một trò chơi video bắn súng góc nhìn người thứ nhất được phát triển bởi Visceral Games và được phát hành bởi Electronic Arts. Nó được phát hành vào tháng 3 năm 2015 cho Microsoft Windows, PlayStation 3, PlayStation 4, Xbox 360 và Xbox One. Không giống như các trò chơi trước trong loạt game Battlefield, Hardline tập trung vào các yếu tố tội phạm, trộm cắp và kiểm soát thay vì chiến tranh quân sự.
Khi phát hành, trò chơi đã nhận được đánh giá khá tích cực từ các nhà phê bình ca ngợi chế độ nhiều người chơi, khả năng tiếp cận và diễn xuất bằng giọng nói của trò chơi, trong khi chỉ trích cốt truyện và tường thuật của trò chơi. Đây là trò chơi Battlefield cuối cùng được phát hành cho nền tảng PlayStation 3 và Xbox 360. Đây cũng là tựa game cuối cùng được Visceral Games phát triển trước khi công ty đóng cửa vào năm 2017.

## Gameplay
Trọng tâm của trò chơi là "cuộc chiến chống tội phạm", tách ra khỏi bối cảnh quân sự đặc trưng của sê-ri trò chơi. Do đó, các phe phái chính trong Hardline là các đơn vị phản ứng đặc biệt của cảnh sát và tội phạm. Người chơi có quyền truy cập vào các loại vũ khí và phương tiện quân sự khác nhau, chẳng hạn như xe bọc thép Lenco BearCat, cũng như có các thiết bị dành cho cảnh sát như súng bắn đạn và còng tay.
Hardline cũng sử dụng cơ chế "Levolution" từ Battlefield 4. Ví dụ, trong bản đồ "Downtown", người chơi có thể gửi một cần cẩu xây dựng đâm vào tòa nhà, xé toạc các mảnh vỡ từ các tòa nhà trung tâm ở trung tâm thành phố rơi xuống đường Los Angeles. Mọi bản đồ đều có nhiều sự kiện Levolution, cả nhỏ và lớn.
Nhiều chế độ mới được giới thiệu trong Hardline, bao gồm "Heist"(Cướp), " Rescue"(Giải cứu), "Hotwire"(Đường dây nóng), "Blood Money" và Chế độ "Crosshair".